# Paravent au cyprès
Paravent au cyprès (檜図屏風, Hinoki zubyōbu) est le titre donné à un byōbu, paravent japonais décoré, dont la création est l'œuvre du peintre Kanō Eitoku. Confectionné vers la fin du XVIe siècle, il fait partie des collections du musée national de Tokyo.

## Description
Un imposant cyprès du Japon — les dimensions de l'arbre sont de l'ordre du grandeur nature —, au tronc penché, déploie ses branches noueuses et peu feuillues sur la surface d'un paravent composé de huit panneaux. L'arrière-plan, un fond doré à la feuille d'or, représente une nappe de nuages couvrant un ensemble d'îlots rocheux émergeant d'une étendue d'eau d'un bleu noir profond.
Par son absence de détails, « cette peinture officielle montre la puissance de synthèse à laquelle était parvenu Eitoku dans l'exécution des œuvres de grand format. Mais l'ensemble n'a ni la souplesse ni surtout la passion des peintures de sa jeunesse ».
La saisissante « vitalité qui se dégage de l'arbre illustre à la fois la puissance de caractère du peintre, et l'esthétique grandiose prisée par la caste militaire au pouvoir à l'époque de Momoyama ».

## Historique de l'œuvre
Le Paravent au cyprès est une œuvre de commande, réalisée, vers la fin de sa vie, par le peintre Kanō Eitoku (1543-1590) et intégrée aux nombreux autres éléments décoratifs du palais impérial de Katsura, résidence du prince Hachijō Toshihito, le plus jeune frère de l'empereur Go-Yōzei. À la fin du XIXe siècle, cette peinture murale devient propriété de la maison impériale. Elle fait partie des collections du musée impérial, devenu musée national de Tokyo au début du XXe siècle.
Près de dix-huit mois de travaux, d'octobre 2012 à mars 2014, ont été nécessaires pour restaurer le chef-d'œuvre de la renaissance artistique de Momoyama, marqué de craquelures et dont les couleurs commençaient à foncer. Cette opération de rénovation picturale a révélé, dans les sous-couches de papier, la présence de motifs goshichi no kiri (五七桐, goshichikiri) — représentation stylisée de fleur de paulownia. Ces marques d'armoirie impériale correspondent à celles décorant les portes coulissantes de la salle d'audience de la villa impériale de Katsura, à Kyoto, un indice probant de l'origine de l'œuvre,.